# Wil van Beveren (senior)
Wijnand (Wil) van Beveren (Haarlem, 28 december 1911 - Emmen, 5 oktober 2003) was een Nederlandse atleet en sportjournalist. Hij nam eenmaal deel aan de Olympische Spelen.

## Loopbaan

### Deelname aan OS 1936 en EK 1938
Van Beveren was in de jaren dertig van de 20e eeuw een van Nederlands sterkste sprinters. Zijn bekendste prestaties behaalde hij in 1936, toen hij tijdens de Olympische Spelen in Berlijn in de finale van de 200 m met een tijd van 21,9 s zesde werd. In de series had hij zelfs 21,4 gelopen. Daarnaast nam hij deel aan de 100 m, waarin hij in de halve finale strandde (vijfde in 10,8). Hij was ook lid van 4 x 100 m estafetteploeg, die echter in de finale werd gediskwalificeerd, nadat laatste loper Tinus Osendarp op weg naar de finish en een zeker lijkende derde plaats het estafettestokje verloor. Jaren later verklaarde Van Beveren spijt te hebben van zijn deelname aan deze Spelen: "Toen de oorlog in 1939 uitbrak begreep ik heel goed, dat wij er als sportlieden verkeerd aan hadden gedaan een keurig rijtje te vormen voor Hitler."
In 1938 miste Van Beveren op de Europese kampioenschappen in Parijs met een vierde plaats en een tijd van 10,6 bij de 100 m op een haar na het podium.
Wil van Beveren werd driemaal Nederlands kampioen, eenmaal op de 100 m en tweemaal op de 200 m.

### Sportjournalist
Na zijn atletiekloopbaan ging Van Beveren de sportjournalistiek in, aanvankelijk bij Sport & Sportwereld en vanaf 1958 bij de Emmer Courant. Twee zoons van Wil van Beveren werden later profvoetballer. De bekendste is oud-doelman van het Nederlands elftal Jan van Beveren. Ook Wil van Beveren (junior) speelde bij onder andere Sparta.

## Kampioenschappen

### Internationale kampioenschappen
| Onderdeel  | Titel              | Jaar |
| ---------- | ------------------ | ---- |
| 220 yd     | Brits AAA-kampioen | 1938 |
| 4 x 110 yd | Brits AAA-kampioen | 1936 |

### Nederlandse kampioenschappen
| Onderdeel | Jaar       |
| --------- | ---------- |
| 100 m     | 1939       |
| 200 m     | 1937, 1939 |

## Persoonlijke records
| Onderdeel | Prestatie | Datum            | Plaats  |
| --------- | --------- | ---------------- | ------- |
| 100 m     | 10,4 s    | 3 september 1938 | Parijs  |
| 200 m     | 21,4 s    | 4 augustus 1936  | Berlijn |

## Onderscheidingen
- Sauer-beker - 1936
- Unie-erekruis in goud van de KNAU - 1940